# Роми Даба
Роми Даба је шаљиви забавник штампан у Новом Саду под псеудонимом и без године издања, објављен 1856. године у Новом Саду, "трошком Н.А. Новаковића", новосадског књижара, а штампан у "Књигопечатњи Дра. Данила Медаковића" старим правописом.

## Аутор
Псеудоним "Д. аћи М. Ића" неуспешно је крио аутора Димитрија Михајловића (1821—1864), званог "Барон Мита", који је био познати весељак, боем, песник и хумориста. Према потписима испод прилога, изгледа да је овај забавник у целини био његово дело. Уместо програма, у уводној песми, дао је начела Ромог Дабе, о чему сведочи дистих:
 
"И у шали, кад кад се извали,

Доста добро, и за тебе побро!"

У потпису песме је уредник "Д. Михајловић", и потврђује програмску оријентацију издавача да насмеје, растера јад и поучи своје читаоце.

## Карактеристике
Педесетих година 19. века још увек су били ретки илустровани забавници. Роми Даба је био изузетно графички опремљен - обиловао је бројним карикатурама и илустрацијама. Углавном је то био тзв "увезени" хумор, јер су наше штампарије у то време користиле употребљена клишеа страних штампарија, по повољним ценама. Требало је само смислити наслове и текстове испод слика, прилагођавајући их нашим приликама и хумору. 
На тај начин, Михајловић је заслужан јер је међу првима успео да заинтересује наше читаоце за радове европских карикатуриста и илустратора.

## Афоризми
Поред илустрација, популарности забавника су доприносили шаљиви текстови са актуелним темама, као што је тада био Кримски рат:

"У Лондону пуше се казани, - у Паризу џепови, - у Цариграду главе,

- у Петерсбургу фуруне, - а у Криму пушке и топови."

"Огледало мудрости вели: ћутање доноси злато, говор даје сребро - а силно и много пијење вина и ракије, ништа друго не доноси, кром једино бакар на широку носину";

"Кад се речи више не налази - језичина тада се исплази".
"Барон Мита" је објављивао и преведене афоризме; у рубрици "У обште о женама" преведене су мисли великих људи (Като, Виктор Иго, Албрехт Дирер, Балзак, Хајнрих Хајне, Милтон) о тој теми.

## Карикатуре
У време издавања Ромог Дабе било је мало вештих цртача карикатура, а и израда клишеа и дрвореза је била скупа. Стога су карикатуре биле преузимане из иностранства (Беч, Пешта) одакле су штампарије нудиле употребљена клишеа, а наши издавачи их користили. Међу првима је то за своја издања користио "Барон Мита". Ову праксу су наставили и касније издавачи, а највише Ј. Ј. Змај. Неке од тих карикатура нама су сада скоро неразумљиве, мада су тадашњим савременицима, који су препознавали личности и догађаје, биле смешне.
Једна од увезених карикатура била је и "На који начин Енглези из Крима у нужди изаћи могу", на којој су приказани енглески војници који помоћу ваздушних балона прелећу руске положаје и напуштају Крим. Текст испод карикатуре је: "Баш ако би се Црно море и заледило или буре и ветрови бродове да потопе, то бољу своју сигурност, Енглези изнашли су овим начином да из Крима сваки пут изаћи могу."

## Галерија
- Роми Даба, стр. 32, 1855, Нови Сад
- Роми Даба, стр. 33, 1855, Нови Сад
- Роми Даба, стр. 34, 1855, Нови Сад
- Роми Даба, стр. 39, 1855, Нови Сад